# Лялечки
«Лялечки» (італ. «Le bambole») — італійсько-французька кінокомедія з чотирьох новел, знята режисерами Мауро Болоньїні, Луїджі Коменчіні, Діно Різі і Франко Россі. Фільм вийшов 27 січня 1965 року.

## Сюжет
Фільм складається з чотирьох новел:
«Телефонний дзвінок»
Джорджо молодий чоловік, який хоче любовних стосунків, не може відтягнути дружину від телефону.
«Вивчення євгеніки»
Іноземка Улла приїхала до Італії в пошуках досконалого батька для своєї майбутньої дитини.
«Суп»
Джованна намагається всіма способами позбутися від свого чоловіка.
«Монсеньйор Купідон»
Беатріче нудьгуюча дружина, вічно зайнятого чоловіка, вирішує завести інтригу з монсеньйором.

## У ролях
| Вірна Лізі          | ···· | Луїза (Телефонний дзвінок)             |
| Ніно Манфреді       | ···· | Джорджо (Телефонний дзвінок)           |
| Алічія Бранде       | ···· | Арменія (Телефонний дзвінок)           |
| Моніка Вітті        | ···· | Джованна (Суп)                         |
| Джон Карлсен        | ···· | чоловік (Суп)                          |
| Ораціо Орландо      | ···· | Рікетто (Суп)                          |
| Де Сімоне           | ···· | Пеппе (Суп)                            |
| Ельке Зоммер        | ···· | Улла (Вивчення євгеніки)               |
| П'єро Фокачча       | ···· | Валеріо (Вивчення євгеніки)            |
| Мауріціо Арена      | ···· | Массімо (Вивчення євгеніки)            |
| Джина Лоллобриджида | ···· | Беатріче (Монсеньйор Купідон)          |
| Жан Сорель          | ···· | Вінченцо (Монсеньйор Купідон)          |
| Акім Тамірофф       | ···· | монсеньйор Аренді (Монсеньйор Купідон) |
| Камілло Міллі       | ···· | Камілло Міллі                          |
| Джанні Ріццо        | ···· | менеджер готелю                        |

## Знімальна група
| Режисер    | ···· | Мауро Болоньїні, Луїджі Коменчіні, Діно Різі, Франко Россі |
| Сценарій   | ···· | Родольфо Сонего                                            |
| Продюсер   | ···· | Джанні Хект Лукарі                                         |
| Оператор   | ···· | Леоніда Барбоні, Енніо Гварн'єрі                           |
| Композитор | ···· | Армандо Тровайолі                                          |
| Художник   | ···· | Джанні Полідорі, П'єро Джерарді                            |
| Монтаж     | ···· | Джуліана Беттойя, Роберто Чінквіні                         |